# Phaser

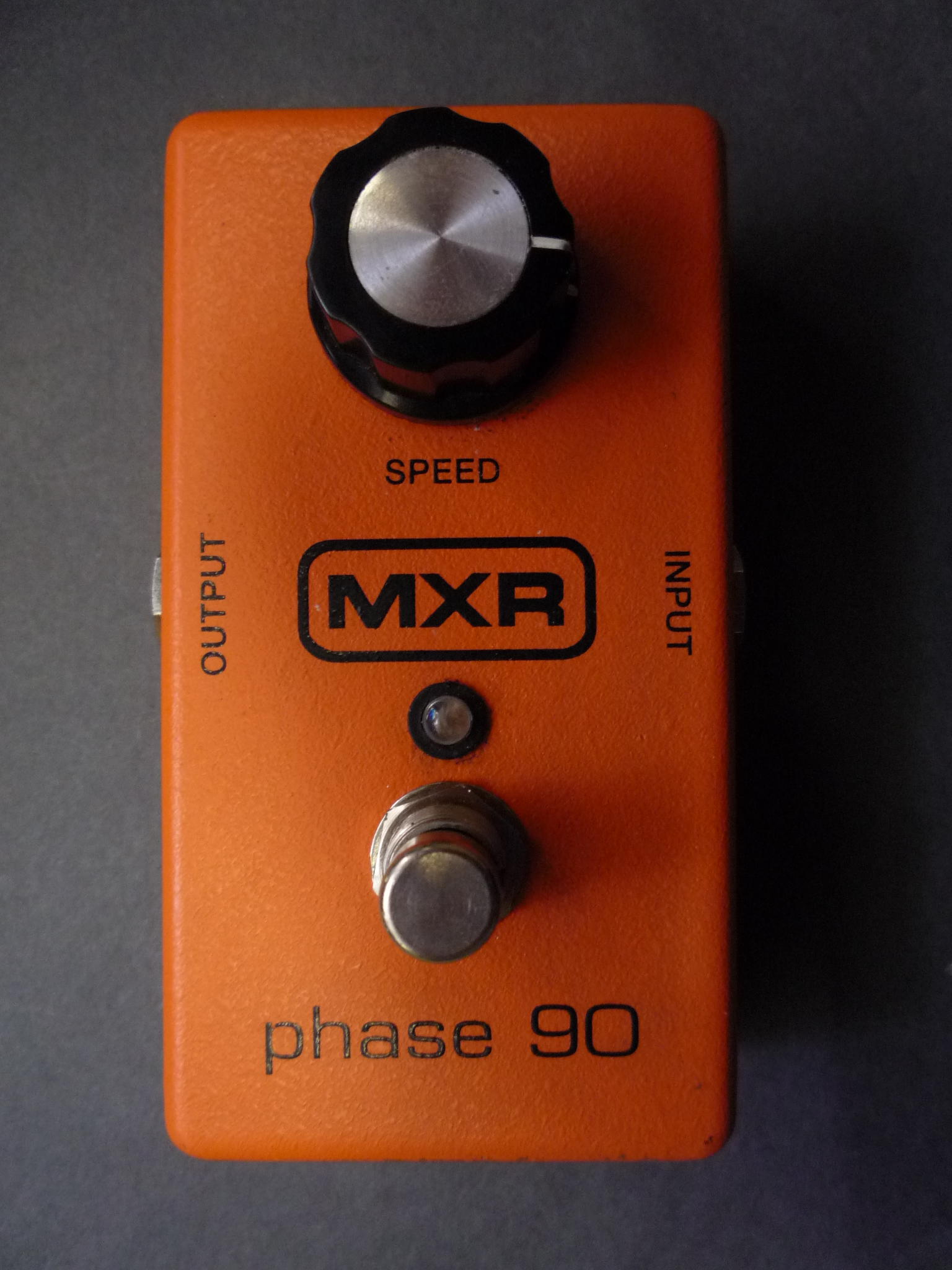
Effektpedalen MXR Phase 90

En phaser är en elektronisk ljudprocessor som används för att filtrera en signal genom att skapa en serie av toppar och dalar i frekvensspektrumet. Topparna och dalarnas positioner är ofta modulerade så att de skiftar över tid och på så vis skapar en svepande effekt. Till detta ändamål brukar phasers innehålla en lågfrekvensoscillator.